# Diócesis de Ariano Irpino-Lacedonia
La diócesis de Ariano Irpino-Lacedonia (en latín: Dioecesis Arianensis Hirpina-Laquedoniensis y en italiano: Diocesi di Ariano Irpino-Lacedonia) es una circunscripción eclesiástica de la Iglesia católica en Italia. Se trata de una diócesis latina, sufragánea de la arquidiócesis de Benevento. Desde el 23 de mayo de 2015 su obispo es Sergio Melillo.

## Territorio y organización

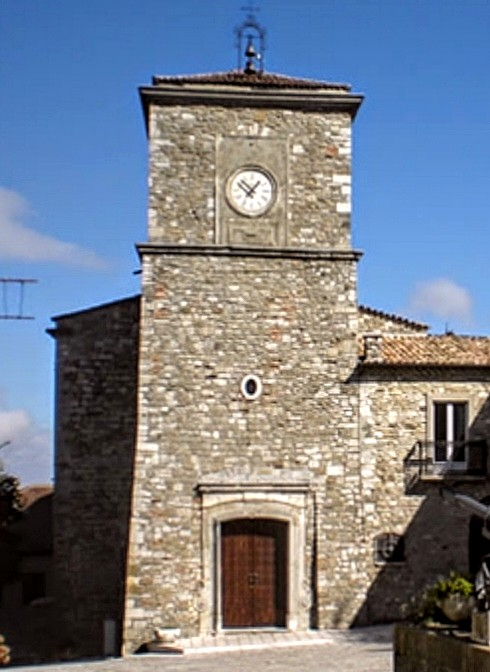
Excatedral de Santa María Asunta, en Trevico

La diócesis tiene 781 km² y extiende su jurisdicción sobre los fieles católicos de rito latino residentes en 24 comunas de la región de Campania, ubicadas en:
- 20 en la provincia de Avellino: Ariano Irpino, Lacedonia, Bonito, Carife, Casalbore, Castel Baronia, Flumeri, Greci, Grottaminarda, Melito Irpino, Montaguto, San Nicola Baronia, San Sossio Baronia, Savignano Irpino, Scampitella, Trevico, Vallata, Vallesaccarda, Villanova del Battista y Zungoli;
- 3 en la provincia de Benevento: Castelfranco in Miscano, Ginestra degli Schiavoni y Montefalcone di Val Fortore;
- 1 en la provincia de Foggia: Anzano di Puglia.

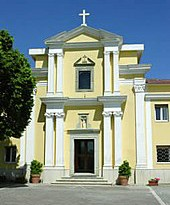
Santuario de la Virgen del Carmen, en Montefalcone di Val Fortore

La sede de la diócesis se encuentra en la ciudad de Ariano Irpino (originalmente llamada simplemente Ariano, luego Ariano di Puglia), en donde se halla la Catedral basílica de la Asunción de Santa María. En Lacedonia se halla la Concatedral de Santa María Asunta y en Trevico la excatedral de Santa María Asunta (diócesis de Trevico).

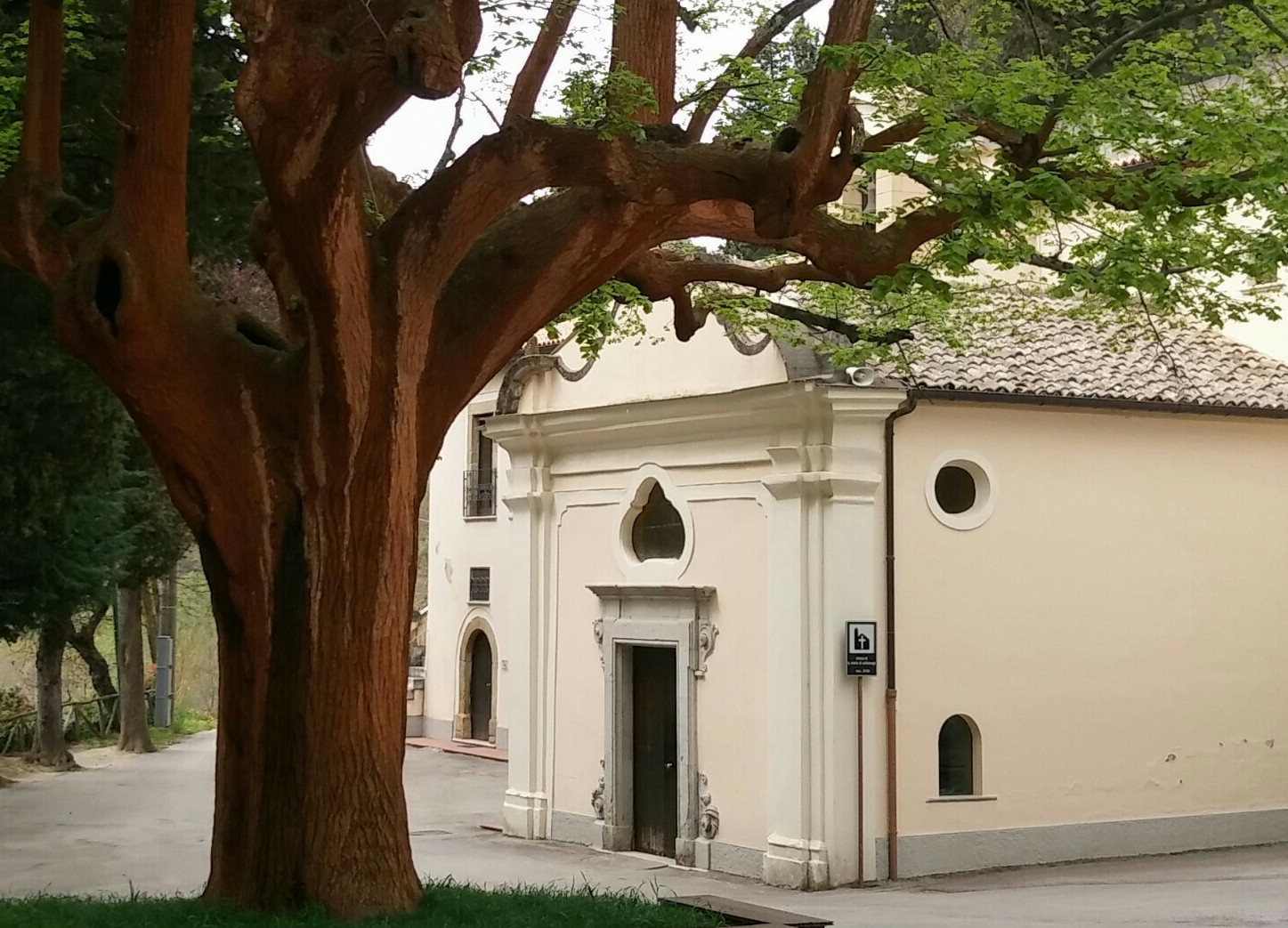
Santuario de la Virgen de Valleluogo (Salus Infirmorum), en Valleluogo, cuyos orígenes se remontan a finales de la Edad Media

En 2022 en la diócesis existían 43 parroquias agrupadas en 4 foranías: Ariano, Ufita, Lacedonia-Baronia y Fortore-Miscano-Cervaro. Están presentes también 3 capellanías.

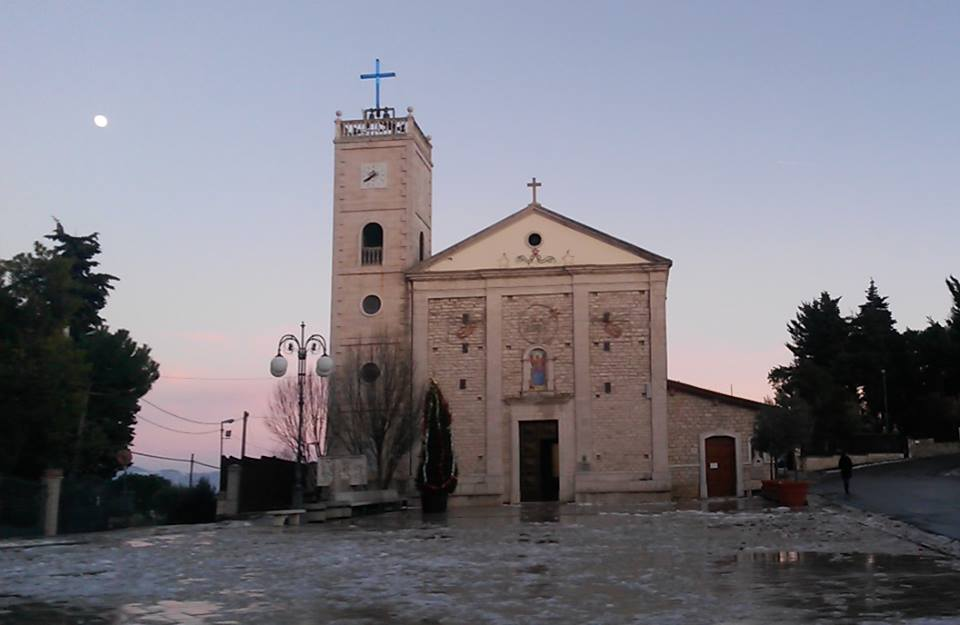
Santuario de Santa María, en Carpignano

Hay ocho santuarios reconocidos como "santuarios diocesanos":
- Virgen del Carmen, en Montefalcone di Val Fortore;
- Santa Maria della Libera, en Trevico;
- Santa Maria delle Fratte, en Castel Baronia;
- Salus Infirmorum, en Valleluogo (Ariano Irpino), casa madre de los Trabajadores Silenciosos de la Cruz;
- Santuario de San Liberatore, cerca de Ariano Irpino;
- Santa María, en Anzano di Puglia;
- Santa María, en Carpignano.
- Madonna di Fatima, en Ariano Irpino.

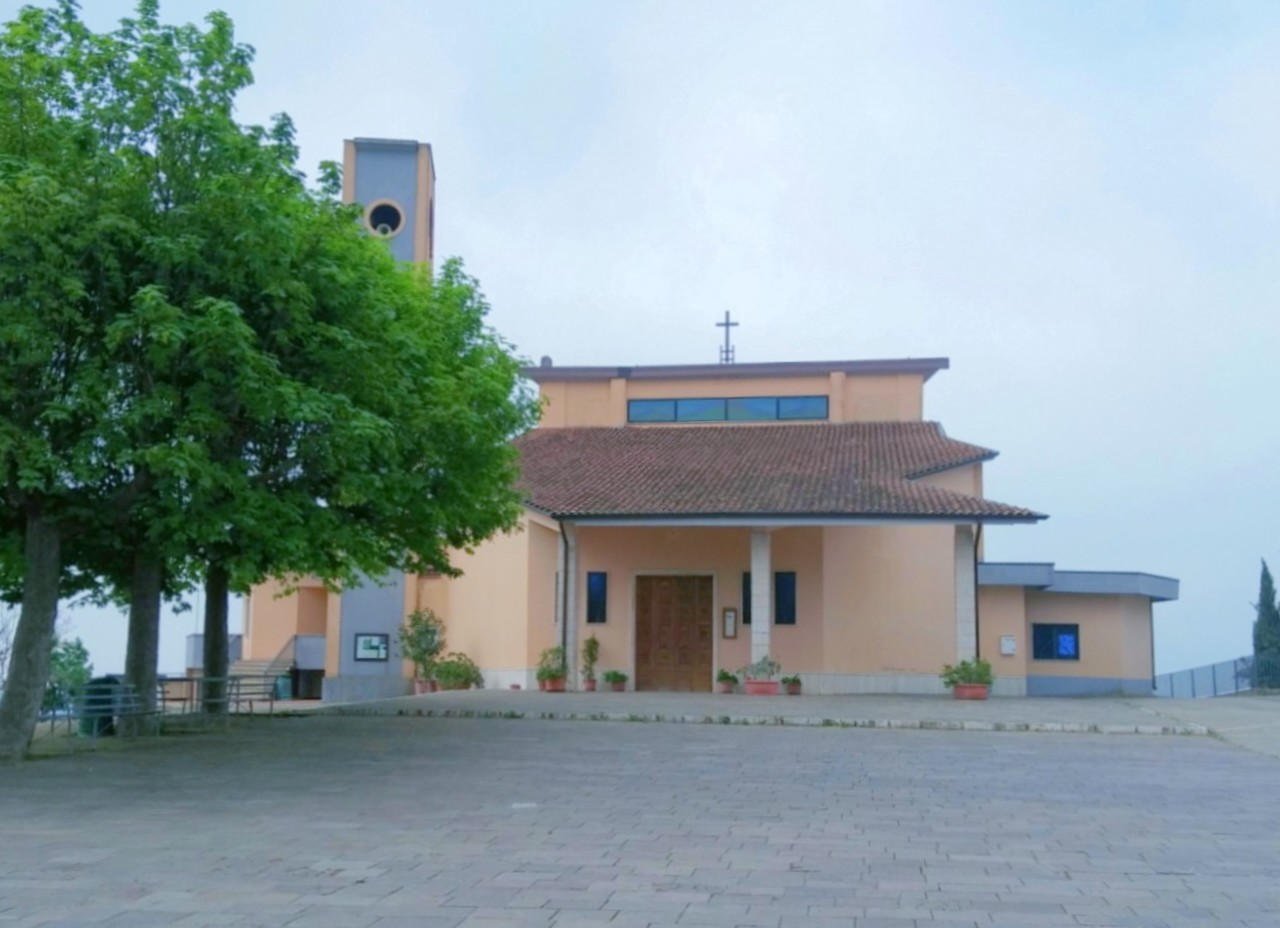
Santuario de San Liberatore, cerca de Ariano Irpino

## Historia
La actual diócesis nació en 1986 de la unión de dos antiguos obispados, Ariano y Lacedonia, el primero documentado del siglo X, y el segundo del siglo XI.

### Ariano Irpino
Los orígenes y difusión del cristianismo en el territorio ariano son inciertos. Probablemente infundada es la tradición local que hace de san Libertador, mártir durante la persecución de Diocleciano (principios del siglo IV), el primer obispo de Ariano.
Aunque por una inscripción en piedra fechada en 1736 presente en la catedral de Ariano se sabe que el edificio original fue reconstruido tras un evento sísmico ocurrido en el año 858 (modificado en 847), la diócesis está documentada por primera vez sólo en el siglo siguiente. Con la bula Cum certum sit del papa Juan XIII del 26 de mayo de 969, el pontífice erigió Benevento como sede metropolitana y concedió al arzobispo Landulfo I la facultad de consagrar a sus obispos sufragáneos, incluido el de Ariano. Aunque dependía de un arzobispado lombardo como el de Benevento, hasta el gran cisma la diócesis siguió todavía el rito bizantino.
De un libro publicado en 1794 por el patricio Tommaso Vitale se puede deducir la extensión original del territorio diocesano: de hecho enumera, además de los trece centros que componían la entonces diócesis (Ariano (ciudad episcopal), Bonito, Buonalbergo, Casalbore, Castelfranco, Ginestra, Melito, Montefalcone, Monteleone, Montemalo, Pulcarino, Roseto y Zungoli), también once tierras destruidas; de estos últimos, tres se habían agregado a la propia ciudad de Ariano (Amandi, San Donato, Sant'Eleuterio), dos a otras tantas comunas de la entonces diócesis (Campanaro cerca de Castelfranco, Vetruscelli cerca de Roseto), cuatro a otras comunas fuera de la diócesis (Corsano cerca de Montecalvo, Pietramaggiore cerca de San Giorgio alla Molinara, Tinchiano y Tropoaldo cerca de Apice), mientras que los dos últimos nunca han sido localizados (Prosoleno, también llamado Trasolone, y Fuscoli). Es plausible que el territorio original de la diócesis coincidiera con el del gastaldato de Ariano, atestiguado desde el siglo IX.
El primer obispo conocido de Ariano es Bonifacio, cuyo nombre aparece en un diploma de agosto de 1039. En un documento anterior de 1016, el arcipreste Pietro actúa como rector episcopii sancte sedis Arianensis: la información deducida de este diploma no permite, sin embargo, establecer si el arcipreste actuó en nombre del obispo de Ariano o si en que en esta ocasión la diócesis quedó vacante.
Después de Bonifacio se conoce al obispo Mainardo I, documentado en cinco ocasiones desde octubre de 1069 hasta noviembre de 1080. Hizo construir un nuevo baptisterio en la catedral, como lo demuestra una inscripción que aún se conserva en el interior del edificio; participó en la consagración de la iglesia de Montecasino por el papa Alejandro III y en un concilio provincial en Benevento; en 1080, de una declaración hecha por Mainardo a favor del monasterio de Santa Sofía en Benevento, se desprende que otros obispos le habían precedido en la sede arriana, pero cuyos nombres se desconocen, a excepción de Bonifacio.
El sucesor de Mainardo I es incierto; están documentados históricamente Sarulo en 1093 y Gerardo en 1098. En acta notarial da cuenta de la concesión hecha por el obispo Orso al maestro Amuri de la iglesia de San Gregorio, con la obligación de pagar un censo anual a la diócesis; el documento fue redactado en el primer año del episcopado de Orso en la undécima indicación, que corresponde a 1087 o 1102.
Unos siglos más tarde el obispo Angelo de Raimo (1406-1432) es recordado principalmente por haber iniciado en 1410 la construcción de la iglesia de San Giacomo y el hospital adyacente para peregrinos (posteriormente destinado a acoger también a los enfermos), cerca de la puerta de la Strada.
El obispo Orso Leone (1449-hacia 1463) se encargó de la reconstrucción de la catedral, destruida por el terremoto del 5 de diciembre de 1456, y de la celebración de varios sínodos diocesanos; su memoria fue perpetuada por los fieles con una placa en el palacio episcopal. Nicola Ippoliti (1480-1481) construyó la fachada de la catedral, adornada con estatuas de la Madonna Assunta (en el centro) y los santos patrones Otón Frangipane y Elzeario da Sabrano (a ambos lados). El edificio fue consagrado solemnemente en 1512 por el obispo Diomede Carafa, quien también amplió el palacio episcopal; sin embargo la catedral pronto tuvo que ser restaurada debido a los daños sufridos tras el terremoto de marzo de 1517.
Una placa redactada en el mismo año 1517, así como una siguiente Visitatio urbana anni 1591 sub episcopo Alfonso Ferrera, permiten reconstruir el inventario de los bienes de la Iglesia de Ariano y el número de parroquias de la diócesis con la ingresos de cada uno de ellos. En 1540 fue el obispo Carafa quien fundó la biblioteca diocesana, que en los siglos siguientes se amplió hasta incluir 32 686 volúmenes y folletos, así como 18 manuscritos y un centenar de pergaminos.
Donato Laurenti (1563-1584) fue el responsable de la fundación del seminario, que luego fue reconstruido por Ottavio Ridolfi en 1617. Laurenti también se comprometió a promover y aplicar las directrices del Concilio de Trento en la diócesis. Después de que Ariano fuera elevada a ciudad real en 1585, la propia diócesis pasó a estar bajo patronato real de modo que los obispos eran elegidos directamente por los reyes de España y Nápoles.
En 1591, en tiempos del obispo Alfonso Herrera (o Ferrera, 1585-1602), la diócesis contaba con 19 167 habitantes (agrupados en 3914 focos) y «una comunidad religiosa compuesta por ciento veinte sacerdotes, cuarenta monjes y dieciséis monjas benedictinas. Existían cinco monasterios masculinos: cisterciense, franciscano, benedictino, agustino y dominico." Según otras fuentes en 1593 la diócesis tenía 18 853 almas (habitantes) agrupadas en 2974 fuochi (familias), mientras que las tierras (comunas) eran catorce; entre estas últimas también se encontraba Corsano, cuyo territorio fue luego cedido a Montecalvo (comuna de la arquidiócesis de Benevento) después de que la devastadora plaga de 1656 hubiera exterminado su población.
En las décadas siguientes la diócesis se vio gravemente afectada por una serie de terremotos; en 1626-1627 un largo enjambre de terremotos causó mucho miedo, pero los daños fueron insignificantes. Lo mismo ocurrió en 1638 cuando varios fuertes temblores sacudieron la lejana Calabria. Mucho más graves, por la mayor proximidad a los epicentros, fueron los efectos de los terremotos ocurridos en junio de 1688, septiembre de 1694, marzo de 1702 y noviembre de 1732. Una gran figura fue la del obispo ariano Filippo Tipaldi (1717-1748) quien, al final de la crisis sísmica, procedió a reconstruir la catedral y el seminario en formas modernas (salvo algunas modificaciones durante el siglo XX tras otra serie de terremotos); visitó la diócesis varias veces y celebró varios sínodos diocesanos; impuso la obligación de enseñar la doctrina cristiana en todas las parroquias; estableció cursos de preparación para profesores de religión en las escuelas y se comprometió a cuidar el archivo diocesano. «En 1736 la diócesis contaba con 18 150 habitantes y las iglesias sujetas a su jurisdicción alcanzaban las 80 unidades, con 350 eclesiásticos y 10 conventos masculinos». A su figura está dedicada la biblioteca general Filippo Tipaldi instalada en el convento de las monjas oblatas de San Francisco Javier en Ariano Irpino.
Entre los obispos del siglo XIX, se recuerda especialmente a Domenico Russo (1818-1837), que trabajó sobre todo por la formación del clero y de los fieles; con tal fin estableció para su diócesis las misiones populares encomendadas a los Misioneros de la Preciosa Sangre , entre los cuales trabajó también el fundador San Gaspare del Búfalo .
Después de la unificación de Italia, la diócesis de Ariano, cuya sede permaneció vacante hasta octubre de 1871, tuvo que sufrir los efectos de las leyes subversivas del eje eclesiástico con la consiguiente supresión de las órdenes monásticas y la confiscación de vastos bienes inmuebles (principalmente granjas y tierras agrícolas). En 1881 la población en las trece comunas de la diócesis ascendía a 48 248 habitantes; sin embargo, el 2 de abril de 1914 el territorio de Roseto Valfortore pasó de la diócesis de Ariano a la de Lucera mediante el decreto Immutatio finium dioecesum, de modo que el número de comunas quedó reducido a doce.
En el siglo XX el obispo Giuseppe Lojacono (1918-1939) fue responsable de la celebración del primer congreso litúrgico diocesano, de la fundación de la Acción Católica diocesana y de la institución del boletín diocesano, mientras que su sucesor Gioacchino Pedicini dio vida al primer Congreso Eucarístico diocesano (1949).
El 15 de noviembre de 1977, mediante el decreto Quo aptius de la Congregación para los Obispos, Ariano cedió la comuna de Monteleone di Puglia a la diócesis de Bovino (posteriormente fusionada en la arquidiócesis de Foggia-Bovino), de la que adquirió el de Montaguto en intercambio.
En 1986, poco antes de la unión con Lacedonia, la diócesis de Ariano Irpino incluía 28 parroquias en las comunas de Ariano Irpino, Bonito, Buonassociazione, Casalbore, Castelfranco in Miscano, Ginestra degli Schiavoni, Melito Irpino, Montaguto, Montefalcone di Val Fortore, Sant 'Arcangelo Trimonte, Villanova del Battista y Zungoli.

### Lacedonia

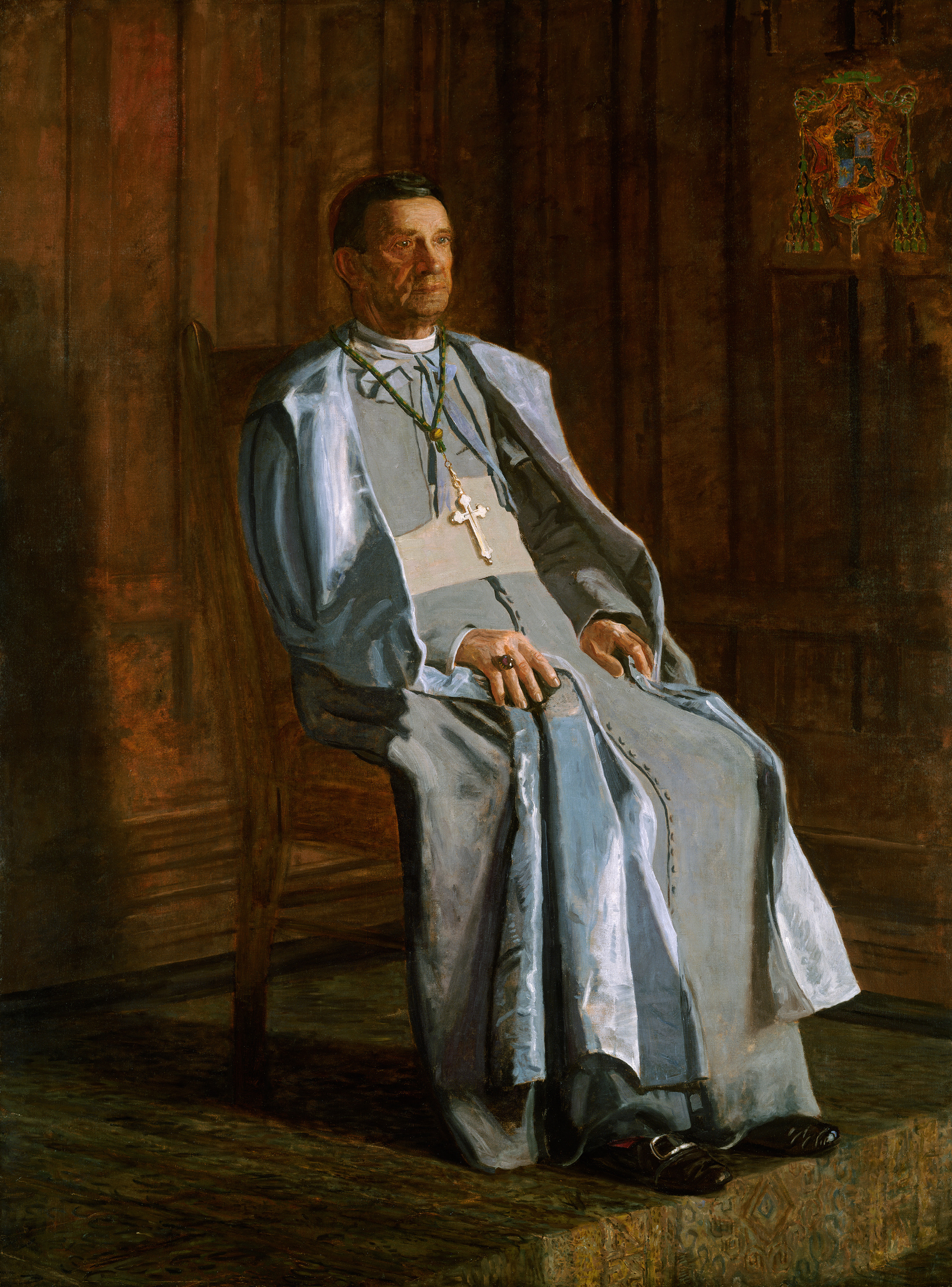
Diomede Falconio ocupó la cátedra de Lacedonia entre 1892 y 1895

El obispado de Lacedonia está documentado históricamente a partir del siglo XI. El primer obispo atribuido por algunos autores a esta sede es Simeone, quien, según un diploma de 1059, participó en la consagración de la abadía de Monticchio, después de haber participado en el Concilio de Melfi. Sin embargo, algunos historiadores creen que el documento relativo a la abadía de Monticchio es falso y, por lo tanto, la existencia real de Simeone es incierta.
Según Paul Kehr, sólo hay tres obispos atribuibles a Lacedonia durante los siglos XI y XII, Desiderio, cuyo nombre aparece en dos diplomas de 1082 y 1085 en relación con la donación de la iglesia de Santa Maria di Giuncara al monasterio de Cava; Giacinto, que donó al mismo monasterio la iglesia lacedonia de San Nicolás en 1108; y Angelo, que participó en el Concilio de Letrán de 1179. A estos obispos Kamp añade uno anónimo, documentado en un diploma de Cava de 1185.
La diócesis era sufragánea de la arquidiócesis de Conza y estaba compuesta por sólo dos centros habitados: Lacedonia y Rocchetta Sant'Antonio.
Los obispos más conocidos de Lacedonia son Guglielmo di Nardò (1392-1396), Antonio Dura (1506-1538), Gianfranco Carducci (1565-1584), el matemático Marco Pedacca (1584-1602), que fue el primero en intentarlo, en medio de mil dificultades, aplicar los decretos del Concilio de Trento; el erudito Giacomo Candido (1606-1608), amigo y discípulo de san Felipe Neri; Gian Gerolamo Campanili (1608-1625), que convocó el único sínodo diocesano (1614) del que se conservan documentos; Giacomo Giordano (1651-1561), que construyó el palacio episcopal y proyectó la construcción de la nueva catedral; Benedetto Bartolo (1672-1684), secuestrado por bandidos y rescatado por la marquesa de Carpi; Giambattista Morea (1684-1711), quien suprimió algunas fiestas de origen pagano que se celebraban en vísperas de la Epifanía y puso la primera piedra de la nueva catedral.
El 27 de junio de 1818, mediante la bula De utiliori del papa Pío VII, la diócesis de Trevico fue suprimida y su territorio, compuesto por las comunas de Trevico, Carife, Castel Baronia, Flumeri, San Nicola Baronia y San Sossio Baronia, fue incorporada a la de la diócesis de Lacedonia.
Entre los obispos del siglo XIX se recuerda a Vincenzo Ferrari (1819-1824), que fundó el Monte frumentario en Lacedonia, a favor de los agricultores y contra la usura; Michele Lanzetta (1834-1842), que instituyó el seminario diocesano en el episcopado; Giovanni Maria Diamare (1885-1888), quien, para promover el nivel cultural del clero, instituyó reuniones mensuales de formación denominadas "Academia Teológica Moral del Clero"; y Diomede Falconio, delegado apostólico en Canadá y Estados Unidos de América y luego cardenal en 1911.
Giulio Tommasi, exarzobispo de Conza y obispo de Sant'Angelo dei Lombardi y Bisaccia, también fue nombrado obispo de Lacedonia en 1928, uniendo in persona episcopi las cuatro sedes. A su muerte (1936), y tras cuatro años de sede vacante, Lacedonia recuperó su propio obispo.
El 30 de abril de 1979 Lacedonia pasó de la provincia eclesiástica de Conza a la de Benevento.
El 25 de mayo de 1983, como resultado del decreto De animarum de la Congregación para los Obispos, la diócesis cedió la comuna de Rocchetta Sant'Antonio, que le pertenecía desde el siglo XI, a la diócesis de Ascoli Satriano.
En 1986, poco antes de la unión con Ariano Irpino, la diócesis de Lacedonia incluía 12 parroquias en las comunas de Lacedonia, Carife, Castel Baronia, Flumeri, San Nicola Baronia, Scampitella, San Sossio Baronia, Trevico, Vallesaccarda y Anzano di Puglia.

### Ariano Irpino-Lacedonia
El 9 de mayo de 1974 Agapito Simeoni fue nombrado obispo de Ariano Irpino y Lacedonia, uniendo así in persona episcopi las dos diócesis, ambas vacantes desde hacía varios años, y de las que era administrador apostólico desde el 24 de abril de 1972.
El 30 de septiembre de 1986, mediante el decreto Instantibus votis de la Congregación para los Obispos, la unión se hizo plena y la diócesis asumió su nombre actual.
Eduardo Davino instituyó la oficina diocesana del patrimonio cultural eclesiástico y contribuyó a la apertura del museo de la plata en el tesoro de la catedral basílica y del museo diocesano de arte sacro en la antigua iglesia de Santa Lucía y María Santísima Anunciada de Ariano Irpino.
En 1997 y 1998, con dos decretos de la Congregación para los Obispos, se revisaron los límites de las diócesis de Irpinia y Benevento. La diócesis de Ariano Irpino-Lacedonia adquirió las comunas de Greci y Savignano Irpino de la arquidiócesis de Benevento, Grottaminarda de la diócesis de Avellino y Vallata de la arquidiócesis de Sant'Angelo dei Lombardi-Conza-Nusco-Bisaccia, y al mismo tiempo cedió las comunas de Sant'Arcangelo Trimonte y Buonassociazione a la arquidiócesis de Benevento.

## Estadísticas
Según el Anuario Pontificio 2023 la diócesis tenía a fines de 2022 un total de 60 700 fieles bautizados.
| Año                                                                             | Población            | Población | Población      | Sacerdotes | Sacerdotes    | Sacerdotes    | Bautizados por sacerdote | Diáconos permanentes | Religiosos | Religiosos | Parroquias |
| Año                                                                             | Bautizados católicos | Total     | % de católicos | Total      | Clero secular | Clero regular | Bautizados por sacerdote | Diáconos permanentes | Varones    | Mujeres    | Parroquias |
| ------------------------------------------------------------------------------- | -------------------- | --------- | -------------- | ---------- | ------------- | ------------- | ------------------------ | -------------------- | ---------- | ---------- | ---------- |
| Diócesis de Ariano Irpino                                                       |                      |           |                |            |               |               |                          |                      |            |            |            |
| 1905                                                                            | 50 400               | ?         | ?              | 128        | 125           | 3             | ?                        | ?                    | ?          | ?          | 25         |
| 1950                                                                            | 62 000               | 62 406    | 99.3           | 48         | 39            | 9             | 1291                     |                      | 10         | 96         | 24         |
| 1959                                                                            | 63 300               | 63 500    | 99.7           | 43         | 33            | 10            | 1472                     |                      | 12         | 112        | 30         |
| 1969                                                                            | 63 300               | 63 500    | 99.7           | 46         | 31            | 15            | 1376                     |                      | 16         | 78         | 24         |
| 1980                                                                            | 42 800               | 43 000    | 99.5           | 21         | 21            |               | 2038                     |                      |            | 72         | 30         |
| Diócesis de Lacedonia                                                           |                      |           |                |            |               |               |                          |                      |            |            |            |
| 1905                                                                            | 28 000               | ?         | ?              | ?          | ?             | ?             | ?                        | ?                    | ?          | ?          | 11         |
| 1950                                                                            | 34 673               | 35 948    | 96.5           | 31         | 29            | 2             | 1118                     |                      | 3          | 30         | 11         |
| 1970                                                                            | 30 350               | 30 447    | 99.7           | 20         | 14            | 6             | 1517                     |                      | 6          | 26         | 13         |
| 1980                                                                            | 26 000               | 26 300    | 98.9           | 18         | 11            | 7             | 1444                     |                      | 7          | 19         | 13         |
| Diócesis de Ariano Irpino-Lacedonia                                             |                      |           |                |            |               |               |                          |                      |            |            |            |
| 1990                                                                            | 64 728               | 64 926    | 99.7           | 52         | 33            | 19            | 1244                     |                      | 20         | 82         | 35         |
| 1999                                                                            | 71 000               | 71 177    | 99.8           | 47         | 36            | 11            | 1510                     |                      | 14         | 63         | 43         |
| 2000                                                                            | 69 711               | 70 611    | 98.7           | 50         | 37            | 13            | 1394                     |                      | 16         | 71         | 43         |
| 2001                                                                            | 69 745               | 70 748    | 98.6           | 41         | 31            | 10            | 1701                     |                      | 13         | 67         | 43         |
| 2002                                                                            | 69 236               | 69 599    | 99.5           | 48         | 37            | 11            | 1442                     |                      | 14         | 70         | 43         |
| 2003                                                                            | 71 329               | 71 942    | 99.1           | 50         | 39            | 11            | 1426                     |                      | 14         | 68         | 43         |
| 2004                                                                            | 72 902               | 74 055    | 98.4           | 51         | 38            | 13            | 1429                     |                      | 16         | 63         | 43         |
| 2006                                                                            | 73 524               | 74 200    | 99.1           | 75         | 57            | 18            | 980                      |                      | 20         | 54         | 43         |
| 2012                                                                            | 74 000               | 74 750    | 99.0           | 52         | 41            | 11            | 1423                     | 8                    | 13         | 70         | 43         |
| 2015                                                                            | 65 800               | 66 500    | 98.9           | 46         | 36            | 10            | 1430                     | 8                    | 12         | 71         | 43         |
| 2018                                                                            | 63 430               | 64 030    | 99.1           | 50         | 41            | 9             | 1268                     | 8                    | 11         | 57         | 43         |
| 2020                                                                            | 61 000               | 61 530    | 99.1           | 51         | 42            | 9             | 1196                     | 7                    | 11         | 46         | 43         |
| 2022                                                                            | 60 700               | 61 200    | 99.2           | 48         | 40            | 8             | 1264                     | 5                    | 14         | 47         | 43         |
| Fuente: Catholic-Hierarchy, que a su vez toma los datos del Anuario Pontificio. |                      |           |                |            |               |               |                          |                      |            |            |            |

### Vida consagrada
Las sociedades e institutos masculinos que desempeñan su labor carismática en la diócesis de Ariano Irpino son: los Operarios del Divino Maestro, los Heraldos de la Buena Noticia, la Orden de los Carmelitas Descalzos y los Sacerdotes Operarios Diocesanos. Las sociedades e institutos femeninos presentes en el territorio diocesano hace parte de los siguientes institutos: Instituto de Hermanas Bethlemitas, Hermanas Silenciosas Operarias de la Cruz, Instituto Hijas de Santa Ana, Hermanas del Espíritu Santo, Hermanas Franciscanas Misioneras, Adoratrices de la Sangre de Cristo, Hermanas Carmelitas de Montefalcone y Hermanas de San Francisco Javier.

## Episcopologio

### Obispos de Ariano
- Bonifacio † (mencionado en 1039)[37][38]
- Mainardo I † (antes de 1069-después de 1080)[37][nota 1][39]
- Orso † (1087 o 1102-?)[37]
- Sarulo † (mencionado en 1093)[37]
- Gerardo † (mencionado en 1098)[37]
- Anónimo † (mencionado en 1119)[37]
- Riccardo † (antes de 1122-después de enero de 1134)[37]
- Pagano † (mencionado en septiembre de 1136)[37]
- Guglielmo † (mencionado en 1164)[37]
- Bartolomeo † (antes de 1178?-después de 1179)[37]
- Anónimo † (mencionado en 1194)[40]
- Anónimo † (mencionado en 1198)[37]
- Anónimo † (mencionado en 1215 y en 1216)[40]
- Anónimo † (mencionado en 1226)[40]
- Mainardo II † (mencionado en 1238 circa)[40]
- Ruggero † (mencionado en 1248)[40]
- Riccardo de Rocca † (antes de 1250-1254 depuesto)[40]
- Giacomo I † (16 de octubre de 1256-?)[40]
- Pellegrino † (mencionado en 1267)[40]
- Anónimo † (mencionado como obispo electo en 1272)[40]
- P. † (antes de 1278-después de 1280)[40]
- Pietro † (mencionado en 1289)[40]
- Raone de Leonibus † (mencionado en 1290)[40]
- Ruggero de Vetro? † (mencionado en 1291)[nota 2]
- Raino (o Raymo) † (antes de 1300-después de 1307)[nota 3]
- Rostagno † (circa 1309-? falleció)
- Lorenzo † (1 de marzo de 1320-?)
- Roberto, O.F.M. † (mencionado en 1342)
- Giovanni † (antes de 1349-? falleció) [nota 4]
- Tommaso † (27 de mayo de 1356-? falleció)
- Dionisio, O.E.S.A. † (10 de enero de 1364-? falleció)[nota 5]
- Simone † (25 de octubre de 1372-21 de abril de 1373 nombrado obispo de Muro Lucano)[nota 6]
- Domenico, O.Carm. † (21 de abril de 1373-?)
- Geroaldo (o Gerardo) † (antes de 1382-1390 falleció)
  - Giovanni da Padula † (mencionado en 1386) (antiobispo)
- Luca, O.S.B. † (21 de febrero de 1390-mayo de 1400 falleció)
- Donato † (19 de junio de 1400-antes del 15 de septiembre de 1406 nombrado obispo de Trevico)
- Angelo de Raimo, O.S.B. † (28 de julio de 1406-1432 falleció)
- Angelo Grassi † (27 de abril de 1433-30 de abril de 1449 nombrado arzobispo de Regio de Calabria)
- Orso Leone † (14 de mayo de 1449-después de 1456)
- Giacomo Porfida † (8 de abril de 1463-1480 falleció)
- Nicola Ippoliti † (14 de julio de 1480-5 de septiembre de 1481 nombrado arzobispo de Rossano)
- Paolo Bracchi † (5 de septiembre de 1481-1497 falleció)
- Nicola Ippoliti † (10 de enero de 1498-1511 falleció) (por segunda vez)
- Diomede Carafa † (9 de abril de 1511-12 de agosto de 1560 falleció)
- Ottaviano Preconio, O.F.M.Conv. † (13 de junio de 1561-18 de marzo de 1562 nombrado arzobispo de Palermo)
- Donato Laurenti † (30 de enero de 1563-1584 falleció)
- Alfonso Herrera, O.S.A. † (25 de febrero de 1585-20 de diciembre de 1602 falleció)[41]
- Vittorino Manso, O.S.B. † (20 de diciembre de 1602 por sucesión-3 de abril de 1611 falleció)
- Ottavio Ridolfi † (1 de octubre de 1612-20 de marzo de 1623 nombrado obispo de Agrigento)
- Paolo Cajatia † (15 de abril de 1624-marzo de 1638 falleció)
  - Sede vacante (1638-1642)
- Andrés Aguado de Valdés, O.S.A. † (26 de mayo de 1642-10 de julio de 1645 falleció)[42][nota 7]
  - Sede vacante (1645-1650)
- Alessandro Rossi † (14 de febrero de 1650-agosto de 1656 falleció)
  - Sede vacante (1656-1659)
- Lodovico Morales, O.S.A. † (10 de marzo de 1659-7 de febrero de 1667 nombrado obispo de Tropea)[43]
- Emanuele Brancaccio, O.S.B. † (16 de marzo de 1667-1688 falleció)
- Giovanni Bonella, O.Carm. † (28 de febrero de 1689-5 de abril de 1696 falleció)
- Giacinto della Calce, C.R. † (3 de junio de 1697-julio de 1715 falleció)
- Filippo Tipaldi † (14 de junio de 1717-20 de febrero de 1748 falleció)
- Isidoro Sánchez de Luna, O.S.B. † (6 de mayo de 1748-22 de abril de 1754 nombrado arzobispo de Tarento)
- Domenico Saverio Pulci † (20 de mayo de 1754-octubre de 1777 falleció)
- Lorenzo Potenza † (1 de junio de 1778-26 de marzo de 1792 nombrado obispo de Sarno)
- Giovanni Saverio Pirelli † (26 de marzo de 1792-antes del 12 de marzo de 1803 falleció)
  - Sede vacante (1803-1818)
- Domenico Russo † (6 de abril de 1818-6 de febrero de 1837 falleció)
- Francesco Capezzuti † (15 de febrero de 1838-22 de enero de 1855 falleció)
- Concezio Pasquini † (21 de diciembre de 1857-9 de enero de 1858 falleció)
- Michele Caputo, O.P. † (27 de septiembre de 1858-6 de septiembre de 1862 falleció)
  - Sede vacante (1862-1871)
- Luigi Maria Aguilar, B. † (27 de octubre de 1871-17 de septiembre de 1875 nombrado arzobispo de Brindisi)
- Salvatore Maria Nisio, Sch.P. † (17 de septiembre de 1875-10 de junio de 1876 renunció[nota 8])
- Francesco Trotta † (26 de junio de 1876-1 de junio de 1888 nombrado obispo de Teramo)
- Andrea d'Agostino, C.M. † (1 de junio de 1888-14 de febrero de 1913 falleció)
- Giovanni Onorato Carcaterra, O.F.M. † (13 de marzo de 1914-27 de mayo de 1915 renunció[nota 9])
- Cosimo Agostino † (1 de junio de 1915-30 de marzo de 1918 falleció)
- Giuseppe Lojacono † (4 de noviembre de 1918-1 de junio de 1939 renunció[nota 10])
- Gioacchino Pedicini † (8 de agosto de 1939-22 de noviembre de 1949 nombrado obispo de Avellino)
- Pasquale Venecia † (11 de febrero de 1951-2 de junio de 1967 nombrado obispo de Avellino)
  - Sede vacante (1967-1974)
- Agapito Simeoni † (9 de mayo de 1974-2 de enero de 1976 falleció)[44]
- Nicola Agnozzi, O.F.M.Conv. † (24 de marzo de 1976-30 de septiembre de 1986 nombrado obispo de Ariano Irpino-Lacedonia)

### Obispos de Lacedonia
- Simeone? † (mencionado en 1059[nota 11][38]
- Guiberto (o Guberto) † (1070-1080)
- Desiderio † (antes de noviembre de 1082-después de mayo de 1085)[45]
- Giacinto I † (mencionado en 1108)[45]
- Giovanni † (1175-1177)
- Angelo † (mencionado en 1179)[46]
- Anónimo † (mencionado en 1185)[46]
- Guglielmo † (antes de 1212-después de 1221)[46]
- Antonio I? † (mencionado en 1265)[nota 12][47]
- Ruggero Centumficus di Santa Sofia † (?-después de febrero de 1266 renunció)[46][nota 13]
  - Sede vacante (1266/68-1272/73)[46]
- Daniele † (antes de 1290-después de 1304)[46]
- Nicolò I de Arnoldo † (antes de 1321-1345 falleció)
- Francesco de' Marzii, O.F.M. † (23 de febrero de 1345-? falleció)
- Paolo de' Manassi, O.F.M. † (18 de mayo de 1352-1385 falleció)
- Antonio II † (circa 1386-1392 falleció)
- Guglielmo di Nardò, O.F.M. † (24 de enero de 1392[nota 14]-24 de enero de 1396 nombrado obispo de Gallipoli)
- Giovanni I, O.F.M. † (24 de enero de 1396-1399 depuesto)
- Jacopo de Marzia † (10 de marzo de 1399-?)
- Adinolfo † (3 de diciembre de 1401-circa 1417 falleció)
- Giacinto II † (23 de diciembre de 1417-? falleció)
- Nicolò II † (11 de octubre de 1424-? falleció)
- Antonio III † (11 de octubre de 1428-? falleció)
- Giovanni II † (?-1452 falleció)
- Giacomo Porfida † (11 de agosto de 1452-8 de abril de 1463 nombrado obispo de Ariano)[48]
- Petruccio de Migliolo † (30 de enero de 1463-1481 falleció)
- Giovanni dei Porcari † (27 de agosto de 1481-1486 falleció)
- Niccolò de Rubini † (2 de junio de 1486-8 de agosto de 1505 falleció)
- Antonio Dura † (29 de julio de 1506-1538 renunció)
  - Antonio Sanseverino, O.S.Io.Hieros. † (25 de febrero de 1538-24 de septiembre de 1538 renunció) (administrador apostólico)
- Scipione Dura † (23 de septiembre de 1538-1551 falleció)
- Paolo Cappelletto † (24 de julio de 1551-1564 renunció)
- Gianfranco Carducci † (26 de mayo de 1565-22 de febrero de 1584 falleció)
- Marco Pedacca, O.S.B. † (14 de marzo de 1584-27 de enero de 1602 falleció)
- Giovanni Paolo Pallantieri, O.F.M.Conv. † (27 de noviembre de 1602-1606 falleció)
- Giacomo Candido † (13 de noviembre de 1606-22 de septiembre de 1608 falleció)
- Gian Gerolamo Campanili † (24 de noviembre de 1608-27 de enero de 1625 nombrado obispo de Isernia)
- Ferdinando Bruni, O.F.M. † (6 de octubre de 1625-1648 falleció)
- Gian Giacomo Cristoforo † (12 de abril de 1649-8 de mayo de 1649 falleció)
- Ambrosio Viola, O.P. † (11 de octubre de 1649-1 de octubre de 1651 falleció)
- Giacomo Giordano † (28 de octubre de 1651-9 de noviembre de 1661 falleció)
- Pier Antonio Capobianchi † (12 de marzo de 1663-9 de septiembre de 1672 renunció)
- Benedetto Bartolo † (12 de septiembre de 1672-18 de septiembre de 1684 nombrado obispo de Belcastro)
- Giambattista Morea † (2 de octubre de 1684-11 de diciembre de 1711 falleció)
  - Sede vacante (1711-1718)
- Gennaro Scalea † (24 de enero de 1718-27 de febrero de 1736 nombrado obispo de San Severo)
- Claudio Domenico Albini † (27 de febrero de 1736-25 de julio de 1744 falleció)
- Tommaso Aceti † (7 de septiembre de 1744-10 de abril de 1749 falleció)
- Nicolò de Amato † (21 de julio de 1749-31 de agosto de 1789 falleció)
  - Sede vacante (1789-1798)
- Francesco Ubaldo Romanzi † (29 de enero de 1798-30 de octubre de 1816 falleció)
  - Sede vacante (1816-1819)
- Vincenzo Ferrari, O.P. † (4 de junio de 1819-3 de mayo de 1824 nombrado obispo de Melfi y Rapolla)
- Desiderio Mennone, C.SS.R. † (24 de mayo de 1824-11 de abril de 1825 falleció)
  - Sede vacante (1825-1828)
- Giuseppe Maria Botticelli, O.M. † (23 de junio de 1828-25 de octubre de 1832 falleció)
- Michele Lanzetta † (20 de enero de 1834-25 de abril de 1842 falleció)
- Luigi Giamporcaro † (19 de junio de 1843-17 de junio de 1844 nombrado obispo de Monopoli)
- Luigi Nápolestano † (20 de enero de 1845-26 de noviembre de 1857 falleció)
- Francesco Maiorsini † (20 de junio de 1859-27 de octubre de 1871 nombrado arzobispo de Amalfi)
- Benedetto Augusto † (22 de diciembre de 1871-16 de diciembre de 1879 falleció)
- Pietro Alfonso Jorio † (27 de febrero de 1880-27 de marzo de 1885 nombrado arzobispo de Tarento)
- Giovanni Maria Diamare † (27 de marzo de 1885-1 de junio de 1888 nombrado obispo de Sessa Aurunca)
- Francesco Niola † (1 de junio de 1888-14 de diciembre de 1891 nombrado arzobispo de Gaeta)
- Diomede Angelo Raffaele Gennaro Falconio, O.F.M.Ref. † (11 de julio de 1892-29 de noviembre de 1895 nombrado arzobispo de Acerenza y Matera)
- Nicolo Zimarino † (29 de noviembre de 1895-6 de diciembre de 1906 nombrado obispo de Gravina y Irsina)
- Gaetano Pizzi † (27 de agosto de 1907-5 de noviembre de 1912 nombrado obispo de San Severo)
- Cosimo Agostino † (28 de julio de 1913-1 de junio de 1915 nombrado obispo de Ariano)
- Francesco Maffei † (22 de mayo de 1916-24 de junio de 1926 renunció[nota 15])
- Giulio Tommasi † (20 de enero de 1928-15 de agosto de 1936 falleció)
  - Sede vacante (1936-1940)
- Cristoforo Domenico Carullo, O.F.M. † (2 de febrero de 1940-31 de enero de 1968 falleció)
  - Sede vacante (1968-1974)
- Agapito Simeoni † (9 de mayo de 1974-2 de enero de 1976 falleció)[44]
- Nicola Agnozzi, O.F.M.Conv. † (24 de marzo de 1976-30 de septiembre de 1986 nombrado obispo de Ariano Irpino-Lacedonia)

### Obispos de Ariano Irpino-Lacedonia
- Nicola Agnozzi, O.F.M.Conv. † (30 de septiembre de 1986-11 de junio de 1988 retirado)
- Antonio Forte, O.F.M. † (11 de junio de 1988-20 de febrero de 1993 nombrado obispo de Avellino)
- Eduardo Davino † (15 de julio de 1993-10 de noviembre de 1997 nombrado obispo de Palestrina)
- Gennaro Pascarella (14 de noviembre de 1998-10 de enero de 2004 nombrado obispo coadjutor de Pozzuoli)
- Giovanni D'Alise † (5 de junio de 2004-21 de marzo de 2014 nombrado obispo de Caserta)
- Sergio Melillo, desde el 23 de mayo de 2015

### Para Ariano Irpino
- «Diocesi di Ariano Irpino-Lacedonia». Beweb - Beni ecclesiastici in web (en italiano). Archivado desde el original el ?.
- «Cronotassi dei vescovi di Ariano Irpino» (en italiano). Archivado desde el original el ?.
- (en latín) Ferdinando Ughelli, Italia sacra, vol. VIII, segunda edición, Venecia, 1721, col. 212-224
- Tommaso Vitale (1794).  Stamperia Salomoni, ed. Storia della regia città di Ariano e sua diocesi (en italiano). Roma.
- (en italiano) Vincenzio d'Avino, Cenni storici sulle chiese arcivescovili, vescovili e prelatizie (nullius) del Regno delle Due Sicilie, Nápoles, 1848, pp. 31-33
- (en italiano) Giuseppe Cappelletti, Le chiese d'Italia della loro origine sino ai nostri giorni, vol. XIX, Venecia, 1864, pp. 117-138
- Nicola Flammia (1893).  Tipografia Marino, ed. Storia della città di Ariano dalla sua origine sino all'anno 1893 (en italiano). Ariano di Puglia.
- (en latín) Paul Fridolin Kehr, Italia Pontificia, vol. IX, Berlín, 1962, pp. 137-139
- (en alemán) Norbert Kamp, Kirche und Monarchie im staufischen Königreich Sizilien. Prosopographische Grundlegung. Bistümer und Bischöfe des Königreichs 1194-1266. 1. Abruzzen und Kampanien, Múnich, 1973, pp. 223-228
- Paola Massa (2014). «Vivere «secundum Langobardorum legem» ad Ariano Irpino tra X e XII secolo». Scrineum Rivista 11 (en italiano). p. 1-124. Archivado desde el original el ?. Consultado el 22 de noviembre de 2016.
- Norma Schiavo (2018).  Mnamon, ed. La chiesa di Ariano nel Medioevo e i suoi Santi Patroni (en italiano). ISBN 9788869492549.
- (en latín) Pius Bonifacius Gams, Series episcoporum Ecclesiae Catholicae, Ratisbona, 1873 (rist. anast. Graz 1957), vol. I, pp. 852-853
- (en latín) Konrad Eubel, Hierarchia Catholica Medii Aevi, vol. 1, p. 106; vol. 2, p. 94; vol. 3, p. 117; vol. 4, pp. 94-95; vol. 5, pp. 98-99; vol. 6, pp. 99-100

### Para Lacedonia
- «Diocesi di Lacedonia». Beweb - Beni ecclesiastici in web (en italiano). Archivado desde el original el ?.
- (en inglés) Ficha de la diócesis de Lacedonia en www.catholic-hierarchy.org
- (en inglés) Ficha de la diócesis de Lacedonia en www.gcatholic.org
- «Cronotassi dei vescovi di Lacedonia» (en italiano). Archivado desde el original el ?.
- (en latín) Ferdinando Ughelli, Italia sacra, vol. VI, segunda edición, Venecia, 1720, col. 838-843
- (en italiano) Vincenzio d'Avino, Cenni storici sulle chiese arcivescovili, vescovili e prelatizie (nullius) del Regno delle Due Sicilie, Nápoles, 1848, pp. 284-287
- (en italiano) Giuseppe Cappelletti, Le chiese d'Italia della loro origine sino ai nostri giorni, vol. XX, Venecia, 1866, pp. 560-565
- (en latín) Paul Fridolin Kehr, Italia Pontificia, vol. IX, Berlín, 1962, p. 510
- (en alemán) Norbert Kamp, Kirche und Monarchie im staufischen Königreich Sizilien, vol. 2, Prosopographische Grundlegung: Bistümer und BischöfedesKönigreichs 1194 - 1266; Apulien und Kalabrien, Múnich, 1975, pp. 753-755
- (en latín) Pius Bonifacius Gams, Series episcoporum Ecclesiae Catholicae, Ratisbona, 1873 (rist. anast. Graz 1957), vol. I, pp. 887-888
- (en latín) Konrad Eubel, Hierarchia Catholica Medii Aevi, vol. 1, pp. 293-294; vol. 2, p. 172; vol. 3, p. 219; vol. 4, p. 215; vol. 5, p. 236; vol. 6, p. 252